# Ponte del Diavolo (Spiel)
Ponte del Diavolo (italienisch; Brücke des Teufels) ist ein strategisches Brettspiel für zwei Spieler, entwickelt von Martin Ebel. Es ist als Reminiszenz an Alex Randolph, den Autor von Twixt, gedacht; wie dieses gehört es zu den Verbindungsspielen. Die Spieler bauen Inseln aus ihren Steinen und verbinden sie mit Brücken. Am Ende erhält man umso mehr Punkte, je mehr Inseln man miteinander verbunden hat.

## Regeln
Das Spiel wird auf einem Brett mit 10×10 Feldern gespielt, aber andere Brettgrößen sind ebenfalls möglich. Ein Spieler erhält weiße, der andere rote Steine. Ein Spieler setzt zwei weiße Steine aufs Brett, der andere Spieler hat dann die Wahl, mit Weiß oder Rot zu spielen. Dann ziehen die Spieler abwechselnd, Rot beginnt.
Der Spieler am Zug setzt entweder zwei seiner Steine auf freie Felder oder baut eine Brücke zwischen zweien seiner zuvor gesetzten Steine. Ein bis drei orthogonal verbundene Steine gleicher Farbe werden Sandbank und vier eine Insel genannt. An eine Insel darf kein anderer gleichfarbiger Stein angrenzen, auch nicht diagonal. Eine Brücke kann in orthogonaler oder diagonaler Richtung ein Feld überbrücken oder zwei Felder im Rösselsprung-Abstand verbinden. Das Feld unter einer Brücke (zwei Felder im Fall eines Rösselsprungs) dürfen nicht von Steinen besetzt sein. Brücken dürfen einander nicht überkreuzen. Es dürfen nicht mehrere Brücken auf demselben Stein enden.
Das Spiel endet, wenn der Spieler am Zug keine zwei Steine mehr setzen kann und auch darauf verzichtet, eine Brücke zu bauen. Falls dies Weiß ist, darf Rot noch einen Zug machen, so dass beide gleich oft gezogen haben. Dann erhalten die Spieler Punkte für ihre Verbände von durch Brücken verbundenen Inseln, wobei die Verbindung auch über Sandbänke führen kann. Für einen Verband von n Inseln gibt es {\displaystyle n(n+1)/2} Punkte (Dreieckszahl). Die Punkte für die Verbände eines Spielers werden addiert, und wer mehr Punkte hat, gewinnt. Bei Gleichstand gewinnt der Spieler mit mehr Inseln, und ist auch diese Zahl gleich, gewinnt der Spieler mit mehr Brücken. Besteht dann noch Gleichstand, endet das Spiel unentschieden.